# 瓦特·布拉克

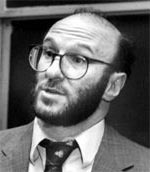
瓦特·布拉克

瓦特·布拉克（英語：Walter Block，1941年—），奧地利學派的美國經濟學家、无政府资本主义理论家。

## 生平
1941年生於紐約布鲁克林区，父親是一名会计师、母親是一名律師助理。
他在布鲁克林學院獲得了他的大學哲學學位，並在哥倫比亞大學獲得了經濟學的博士學位，他的博士論文是有關租金的控制。目前布拉克定居於新奥尔良。在新奥尔良的羅耀拉大學的經濟學系擔任教授。
在1979年-1991年和1998年-2002年間他曾經任職於弗雷澤研究所。他也是奧地利經濟學派的路德維希·馮·米塞斯研究所的資深教職人員之一。他最知名的著作是《百辯經濟學》（Defending the Undefendable）。布拉克被視為是當前奧地利經濟學派和無政府資本主義的主要經濟學家和思想家之一。在擔任教職之前，布拉克曾擔任彭博商業週刊的專欄作家，他也曾投入紐約市的不動產投資事業。在1983年布拉克加入了一個合資開發紐約曼哈頓第二大街的投資團體。布拉克被哥倫比亞大學列為是傑出校友之一。

## 自由意志主義入門
布拉克年輕時有一段時間曾抱持強烈的平等主義思想。在接受Austrian Economics Newsletter雜誌的專訪時布拉克說道：「在50和60年代時，我只不過是一個住在布鲁克林区的共產黨徒罷了」。布拉克稱讓他轉變為自由意志主義的原因是出自他還是大學生時與艾茵·蘭德的會面。當時阿伦·格林斯潘也參與了這些討論，布拉克描述道：
「在1963年，當我還是布鲁克林學院的學生時，艾茵·蘭德來學院裡進行了一次演講。我出席了那次演講，與我一起的還有3,000多名和我立場相同的左派學生，我們想去那裡嘲笑她，因為我們覺得她是惡魔的化身…在正式演講中我覺得嘲笑的還不夠過癮，所以我決定…進一步接觸以表達我對她的觀點的不滿。」
因此布拉克參加了一次與艾茵·蘭德的午餐會，餐會上還有幾名蘭德的追隨者，包括了列奧那多·培可夫（Leonard Peikoff）和納達涅·勃蘭登（Nathaniel Branden）。在布拉克挑戰了數名餐會上的客觀主義者關於資本主義的優越性後，勃蘭登與布拉克達成一個約定：
「納達涅非常親切的邀請我前往餐桌的另一端以進一步跟我交談，但他提出了兩個先決條件：第一，我不能讓這個辯論隨著這次餐會而結束，而必須繼續進行直到我們達成一個共識為止：要不是他說服我相信我的觀念是錯誤的、便是我說服他。第二，我必須讀兩本他推薦的書（蘭德所著的《阿特拉斯摆脱重负》以及亨利·赫茲利特的Economics in One Lesson）。」
雖然布拉克將他的轉變歸功於蘭德和納達涅·勃蘭登以及其他使他開始接觸自由放任理論的客觀主義者，他也這樣形容穆瑞·羅斯巴德：
「在我與穆瑞會面後，他花了差不多15分鐘左右便將我徹底轉變為一個無政府資本主義者…回想起來，在我與穆瑞會面前，我距離資本主義的無政府主義只有一步之差；我所需要的就只是那一點的開導。」

## 著作

### 身為作者
- Defending the Undefendable (1976; 已翻譯為數十種語言) ISBN 0-930073-05-3
- A Response to the Framework Document for Amending the Combines Investigation Act (1982)
- Focus on Economics and the Canadian Bishops (1983)
- Focus on Employment Equity: A Critique of the Abella Royal Commission on Equality in Employment (與Michael A. Walker合著; 1985)
- The U.S. Bishops and Their Critics: An Economic and Ethical Perspective (1986)
- Lexicon of Economic Thought (與Michael A. Walker合著; 1988)
- Economic Freedom of the World, 1975-1995 (與James Gwartney, Robert Lawson合著; 1996)
- The Privatization of Roads and Highways: Human and Economic Factors (2006)

### 身為編輯
- Zoning: Its Costs and Relevance for the 1980s (Ed.; 1980)
- Rent Control: Myths & Realities (與Edgar Olsen; 1981)
- Discrimination, Affirmative Action and Equal Opportunity (與Michael A. Walker; 1982)
- Taxation: An International Perspective (與Michael A. Walker; 1984)
- Economics and the Environment: A Reconciliation (Ed.; 1985; translated into Portuguese 1992) ISBN 0-88975-067-X
- Morality of the Market: Religious and Economic Perspectives (Ed. with Geoffrey Brennan, Kenneth Elzinga; 1985)
- Theology, Third World Development and Economic Justice (Ed. with Donald Shaw; 1985)
- Reaction: The New Combines Investigation Act (Ed.; 1986)
- Religion, Economics & Social Thought (Ed. with Irving Hexham; 1986)
- Man, Economy and Liberty: Essays in Honor of Murray N. Rothbard (與盧埃林·羅克維爾; 1988)
- Breaking the Shackles; the Economics of Deregulation: A Comparison of U.S. and Canadian Experience (Ed. with George Lermer; 1991)
- Economic Freedom: Toward a Theory of Measurement (Ed.; 1991)
- Libertarian Autobiographies (Ed.; forthcoming)

## 外部連結
- WalterBlock.com （页面存档备份，存于）
- 在CNBC的評論 （页面存档备份，存于）
- Biography/Archive （页面存档备份，存于） 在路德維希·馮·米塞斯研究所